# Kuripan (Kota Agung)
Kuripan is een bestuurslaag in het regentschap Tanggamus van de provincie Lampung, Indonesië. Kuripan telt 9020 inwoners (volkstelling 2010).